# 玉峯里
玉峯里是臺灣臺南市山上區的一個里，劃為8鄰。

## 範圍
玉峯里位於山上區東部，西側隔菜寮溪與平陽里、新莊里相望，北側與大內區內江里、內郭里以曾文溪為界並與曲溪里、二溪里相鄰，東臨玉井區望明里、層林里，南則接左鎮區榮和里；境內有牛稠埔、埔羌坑、中坑仔、蚵殼潭等聚落。

## 歷史
玉峯里於日治時期屬牛稠埔大字，戰後設玉峯村，取其景觀「群峰疊翠、清朗如玉」之意，2010年12月25日因臺南縣市合併而改稱玉峯里。

## 設施
- 法務部矯正署明德外役監獄
- 蘭科植物園